# Hedlandet och Åsgård
Hedlandet och Åsgård är en av SCB avgränsad och namnsatt småort i Strängnäs kommun. Den omfattar bebyggelse i Hedlandet och Åsgård som är belägna i östra delen av kommunen, strax öster om Läggesta och direkt söder om Mariefred, vid Gripsholmsviken.

## Allmänt
Orten har sitt namn efter två gårdar: Hedlanda gård och Åsgård. Hedlanda gård byggdes kring sekelskiftet 1800 för läkaren Lars Fredrik Grubb från Mariefred. Åsgård var ursprungligen en arbetarstuga från 1680-talet. Under 1950-talet låg där ett vårdhem. Idag[när?] är Åsgård en hotell- och konferensanläggning vars huvudbyggnad uppfördes på 1960-talet som en pastisch från 1600-talet med stenhuggna byggnadsdelar och dekorationer från rivna 1600-talshus i Stockholm.
Vid Karlsborgs gård finns en stuga, som enligt sägen var Karin Månsdotters bostad under Erik XIV:s vistelse på Gripsholm.
I mitten av 1890-talet byggdes Norra Södermanlands Järnväg över området. Direkt väster om Åsgård anlades järnvägsstationen Hedlandet. Sedan 2011 är sträckan ombyggd till smalspår och trafikeras av museijärnvägen Östra Södermanlands Järnväg. Skoltrafik med regionalbuss trafikerar sträckan mellan Hedlandet och Mariefred via Läggesta. I Hedlandet finns även några säljföretag, bland annat ett varuhus som grundades 1985. Fastigheten inrymde dessförinnan en metallindustri som bland annat tillverkade grytor och kastruller.

## Bilder

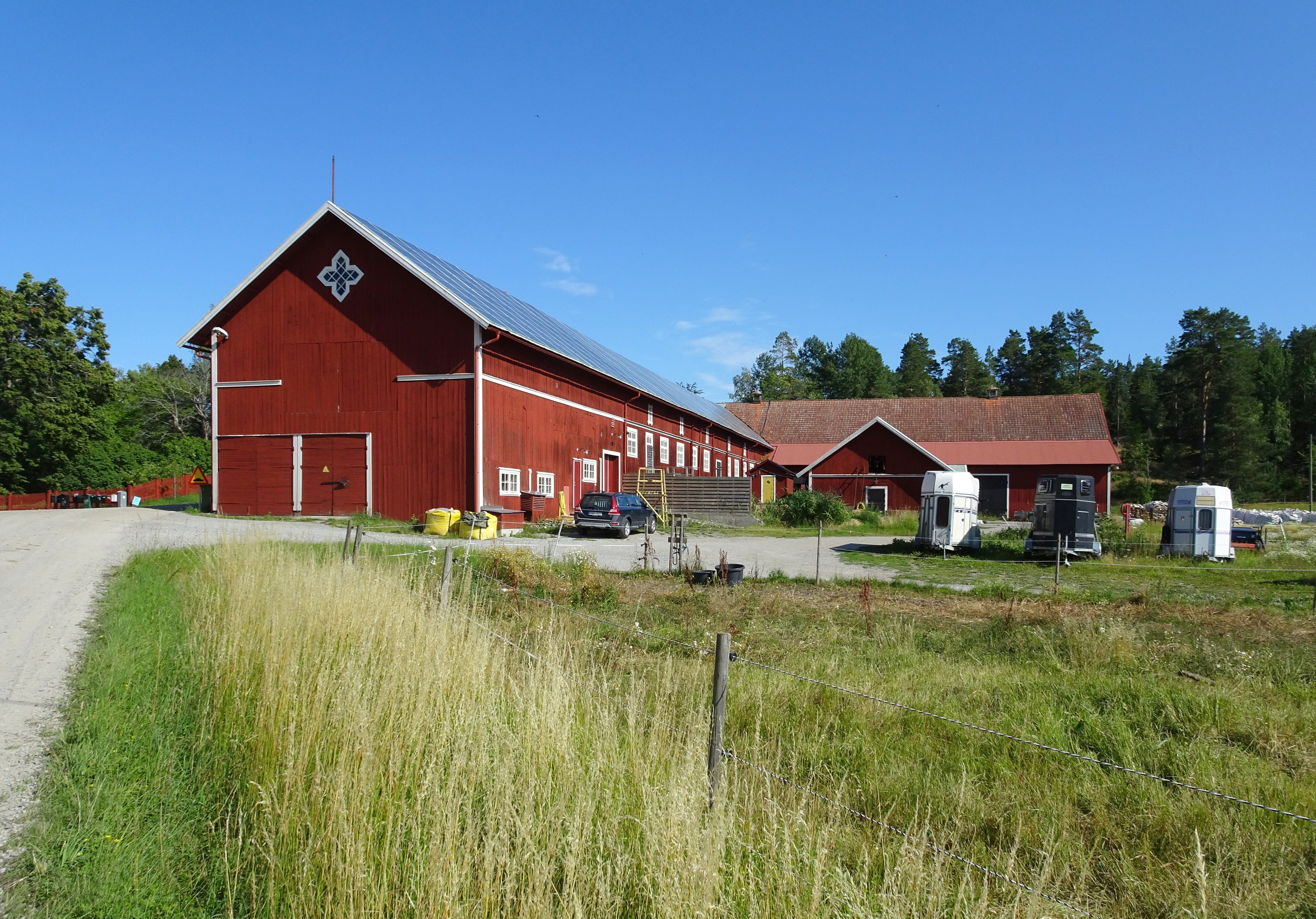
Ekonomibyggnader vid Hedlanda gård.
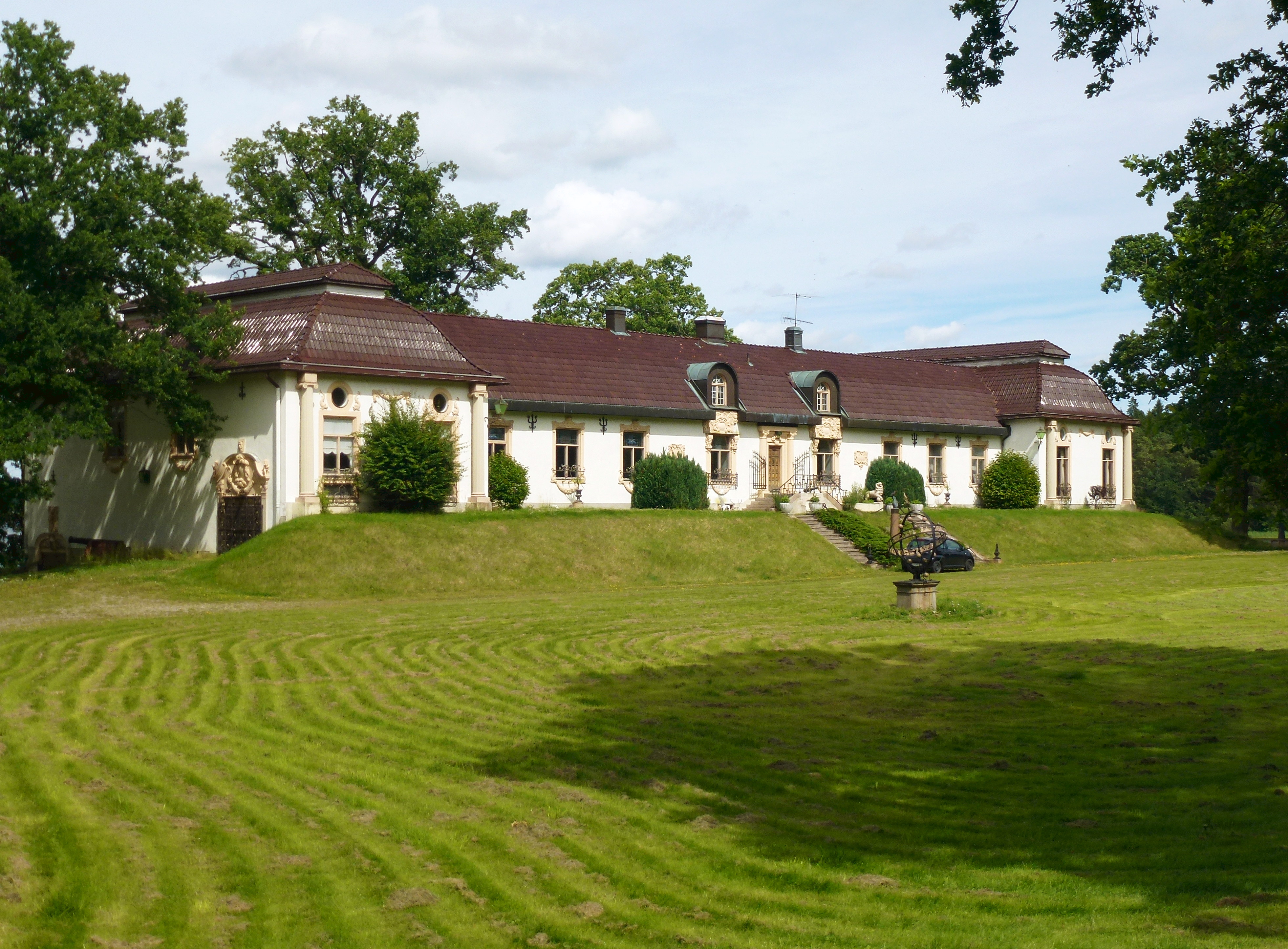
Åsgård.
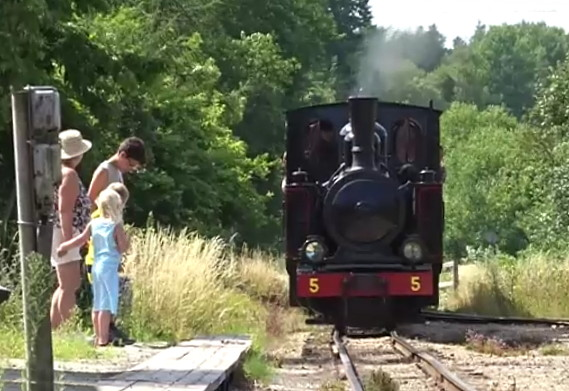
Hedlandet station.
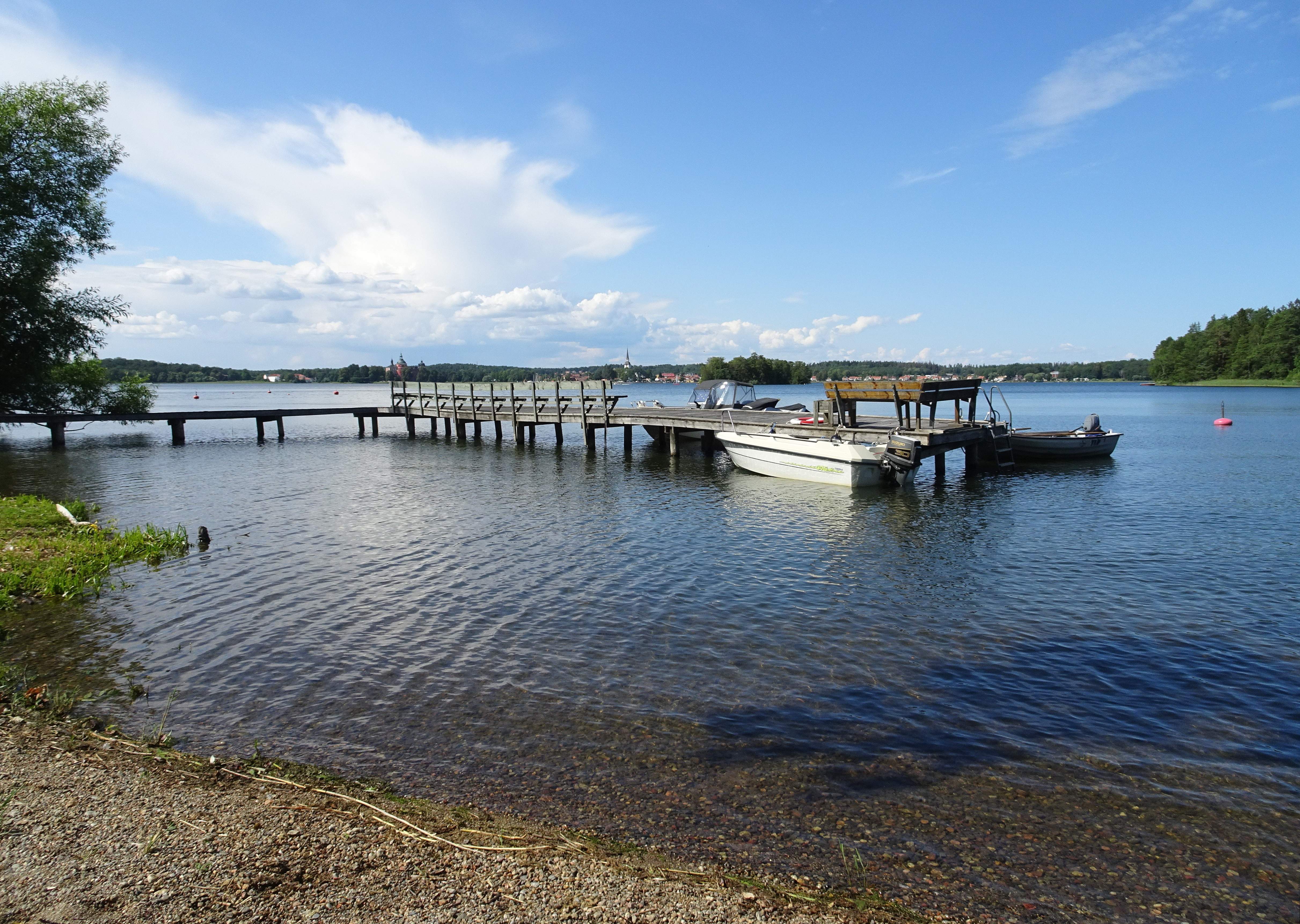
Gripsholmsviken sedd från Hedlandet med Mariefred på andra sidan viken.